# هیلمن سوپر مینکس
هیلمن سوپر مینکس (Hillman Super Minx) خودرویی است که در سال‌های ۱۹۶۱ تا ۶۶ (saloon)۱۹۶۲–۶۴ (convertible)
۱۹۶۲–۶۷ (estate)تولید شده‌است. وزن آن در حالت طبیعی ۲٬۲۳۹ پوند (۱٬۰۱۶ کیلوگرم) است. 

## نگارخانه

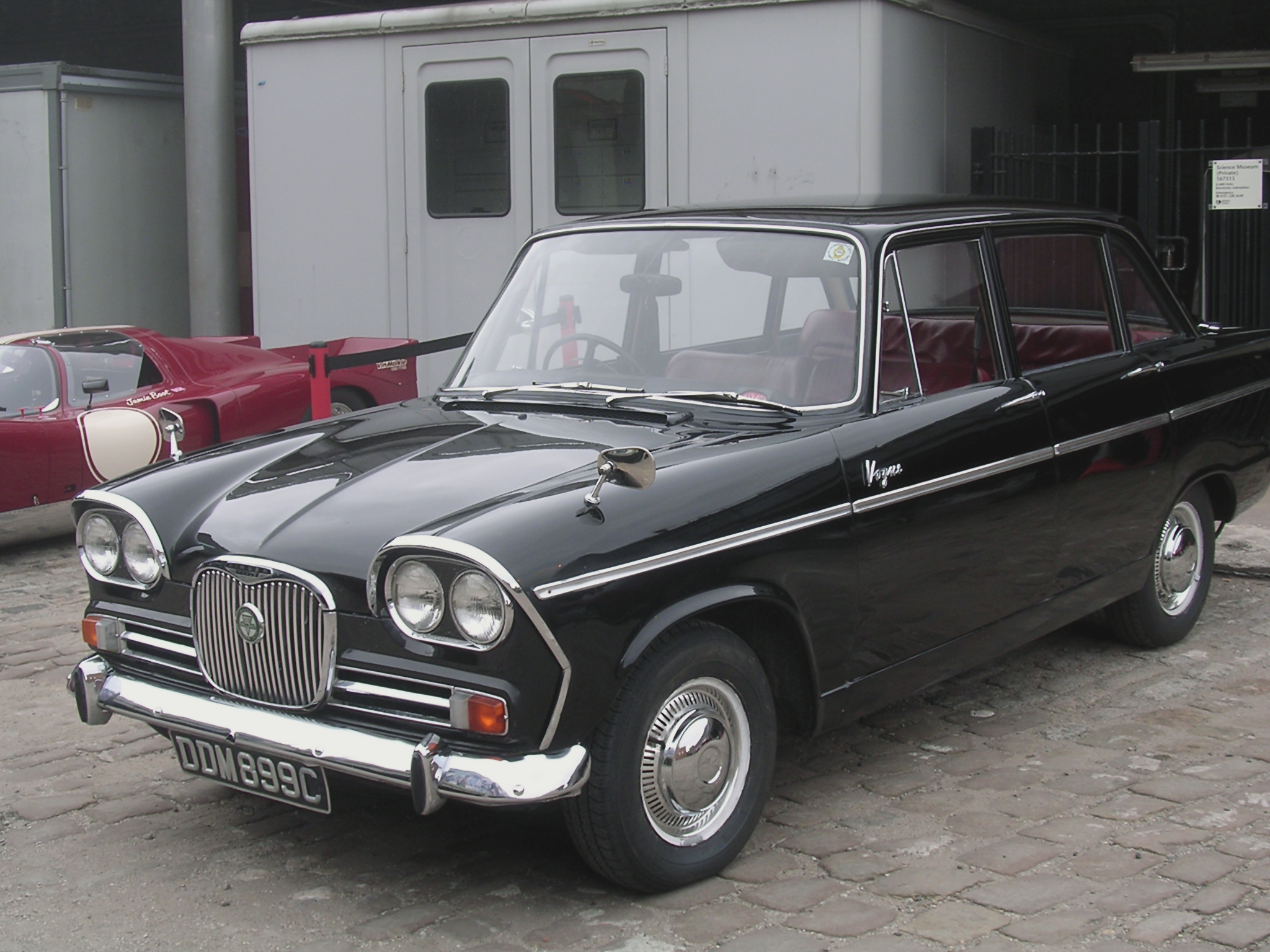
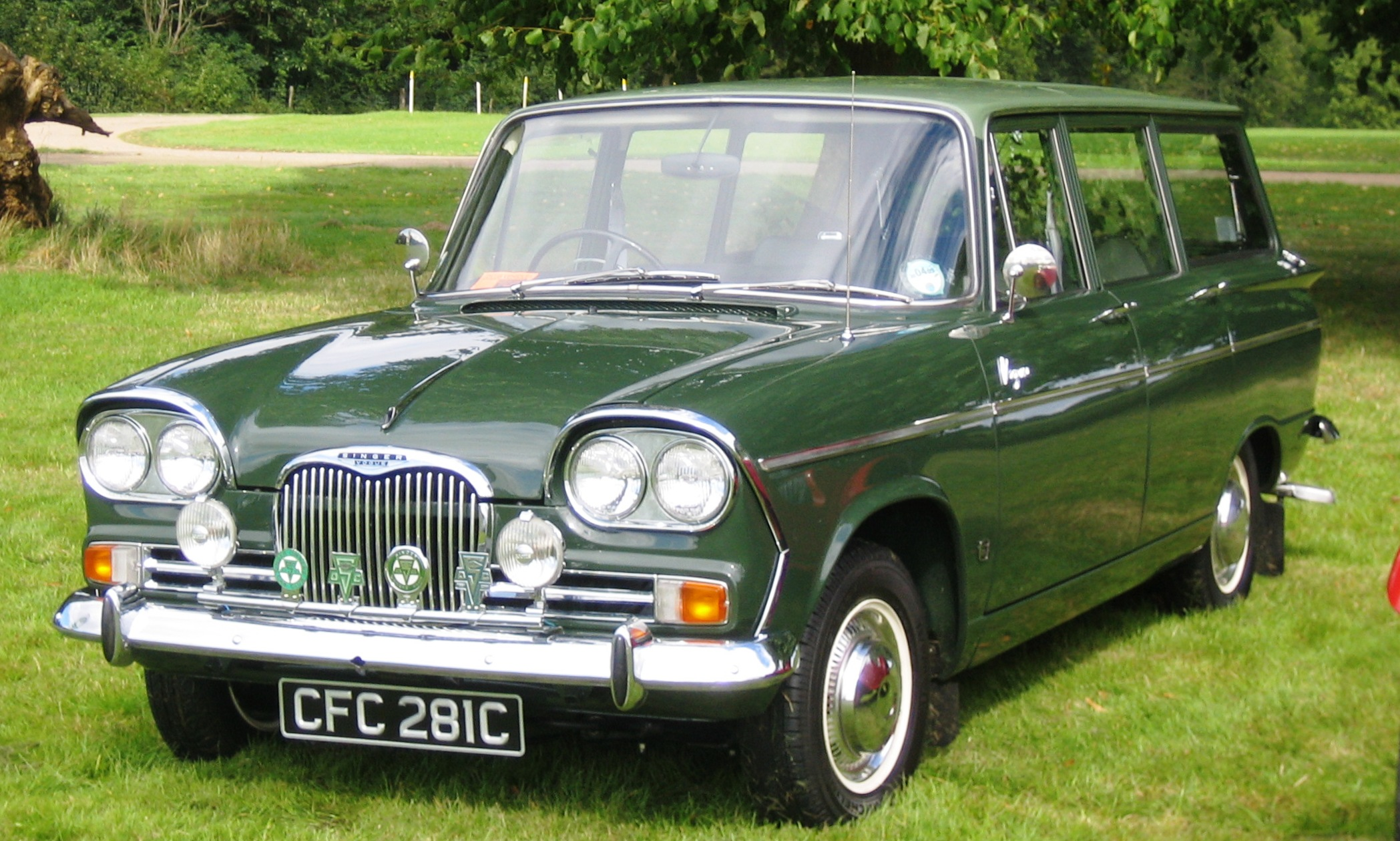
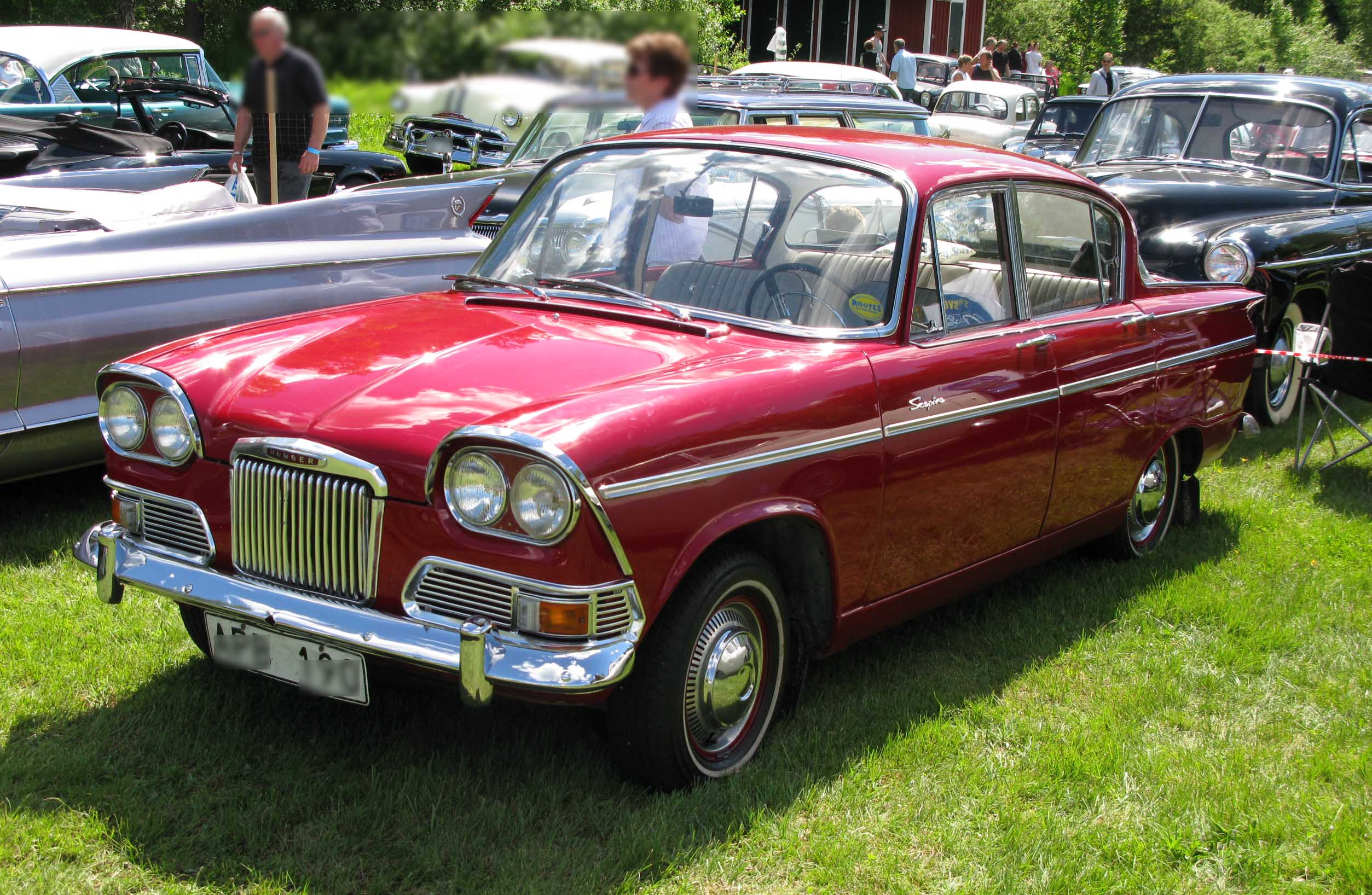
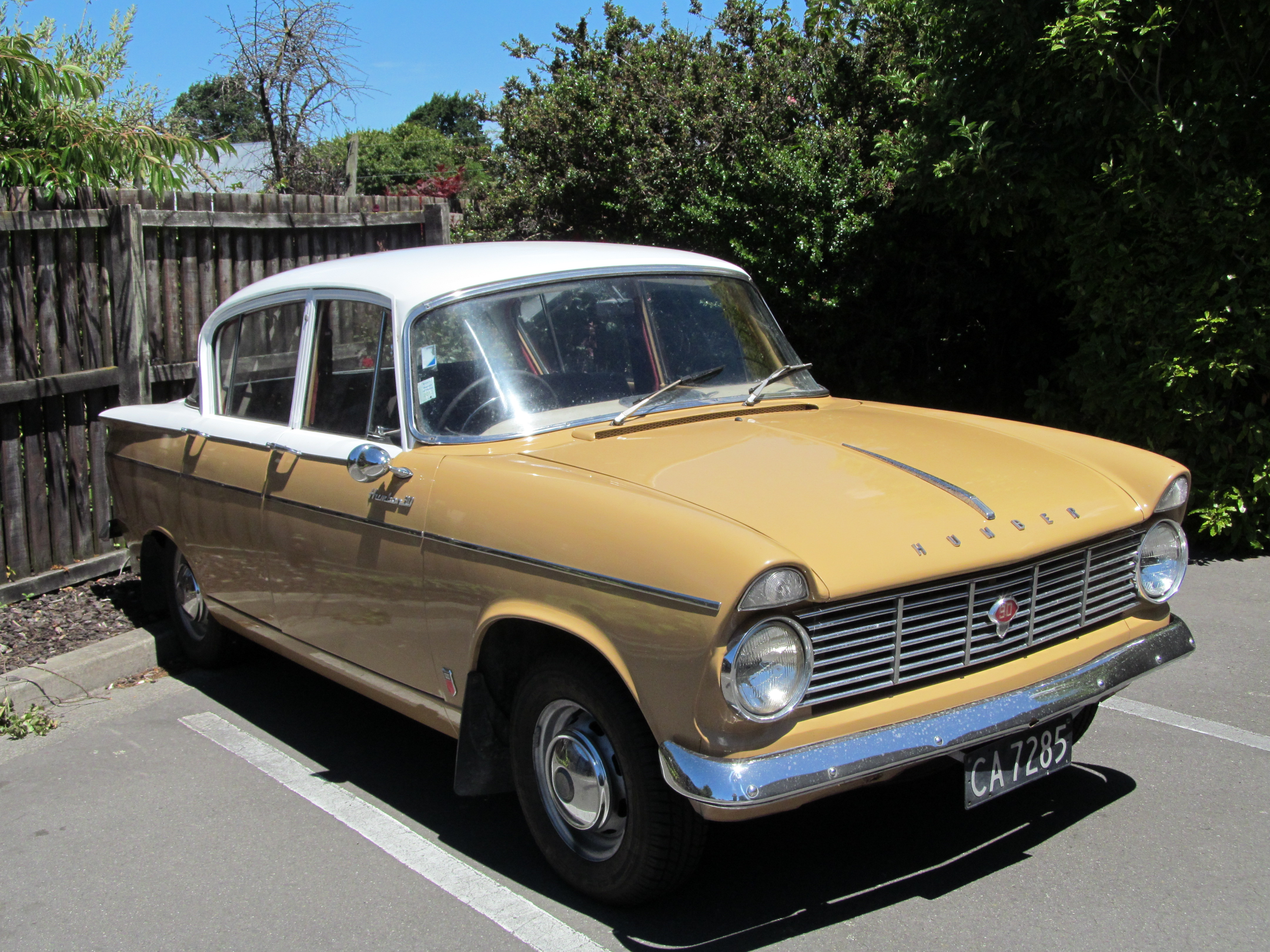
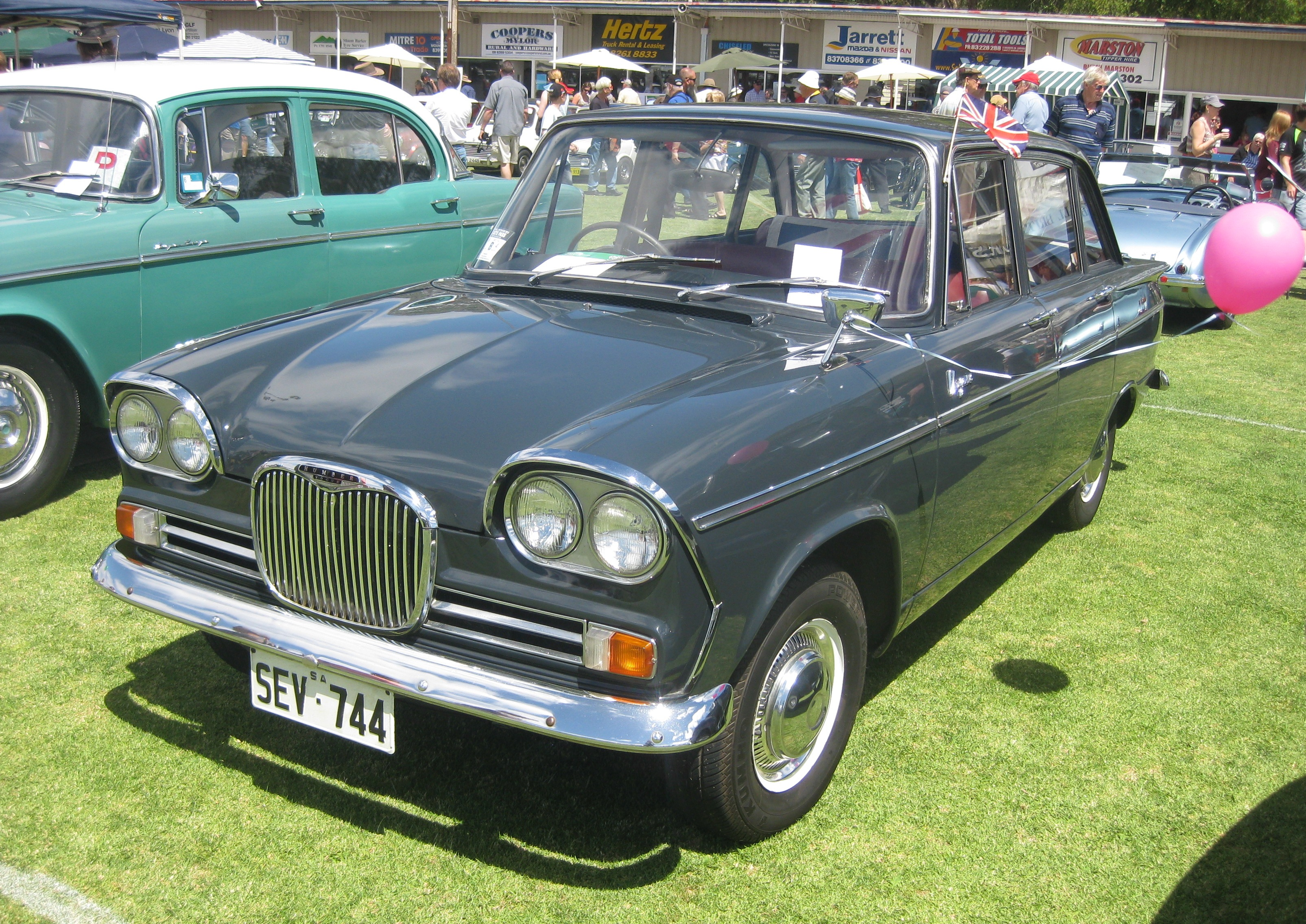